# 北碚站

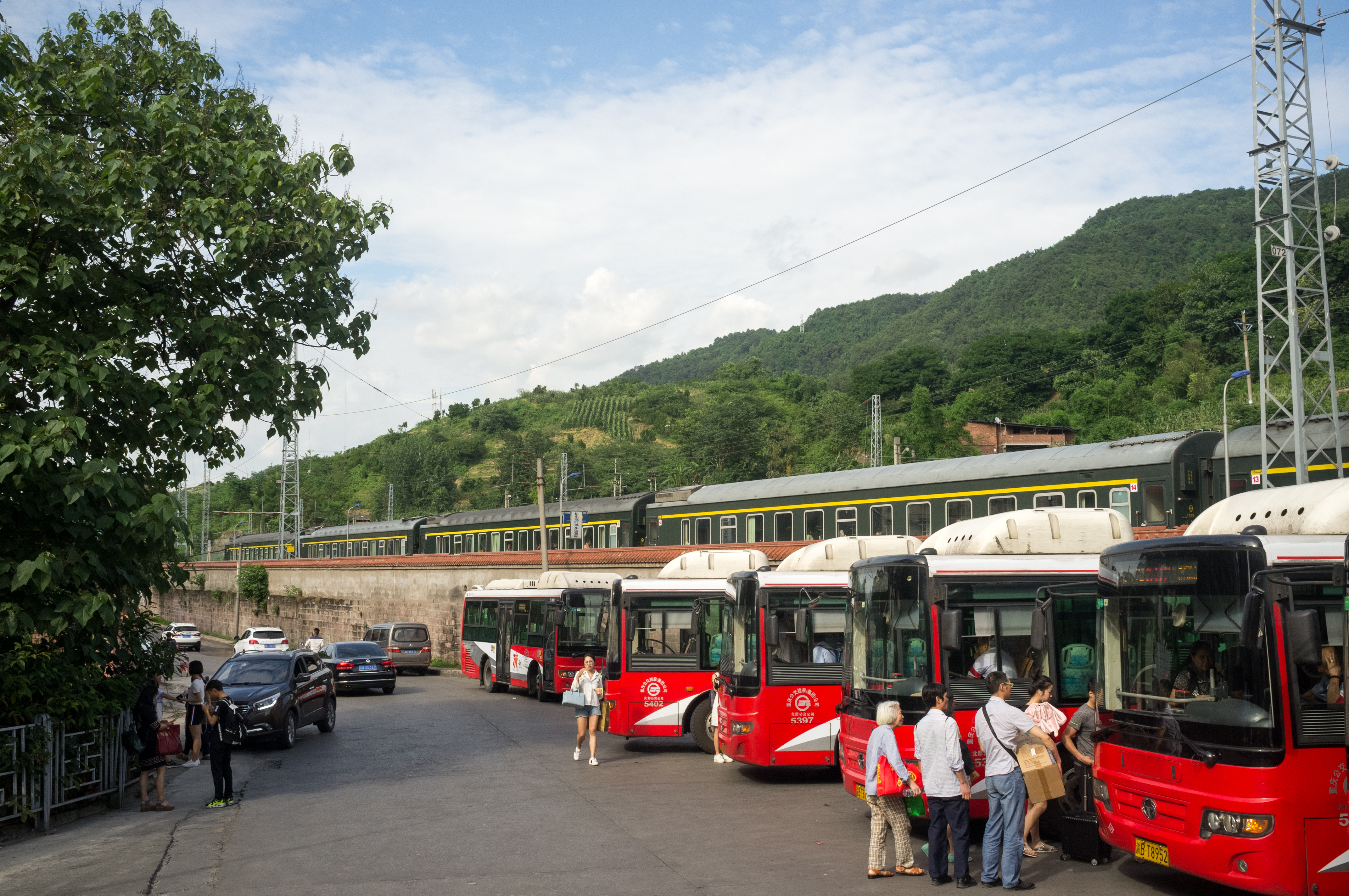
北碚站外的公共汽车服务

北碚站是位于重庆市北碚区的一个铁路车站，邮政编码400070。车站建于1972年，有襄渝铁路、遂渝铁路经过该站，现办理客货运业务。车站及其上下行区间均已电气化。车站距离襄阳站849公里，距离重庆站51公里，距离遂宁站129公里，距离重庆北站38公里，隶属成都铁路局重庆北车务段，是三等站。

## 概要
北碚站于1972年5月随襄渝铁路重庆西至达县段通车而开始营运。
2006年，遂渝铁路接入北碚站。
2011年6月30日起，受到兰渝铁路施工影响，北碚站停止办理行包、售票、旅客乘降业务。原计划停办客运业务时间为一年，最终延期至2014年1月25日方重新恢复。
北碚站于2018年1月新重庆西站启用后再次停办客运业务，停办客运业务前有9列旅客列车停靠。
北碚站办理零散货物快运业务。站内设有专用线通往中央储备粮重庆直属库，主要到发品为食用植物油、粮食及工机。

## 事件
2016年6月24日，北碚站至重庆段铁路因受强降雨影响而塌方导致中断行车，造成贵阳开往北京西的K508次列车于该日凌晨临时在小南海站停车长达7小时，停车期间旅客被要求停留在列车上。下午15时许，铁路部门安排列车在北碚站停靠，原在重庆站下车的900余名乘客在该站下车，并乘坐北碚站方面请求重庆北部公交公司安排的大巴车前往重庆市区。同时还安排其他因线路塌方而无法进入重庆站的列车经由联络线进入北碚站停靠（或重庆北站）以及进行原重庆站上下车旅客的乘降业务，同时安排大巴车接送旅客进入重庆市区。